# Salir de Matos
Salir de Matos es una freguesia portuguesa del municipio de Caldas da Rainha, con 24,29 km² de superficie. Su densidad de población es de 100,0 hab/km².